# Diego Camacho (taekwondo)
Diego Camacho es un deportista ecuatoriano que compitió en taekwondo. Ganó una medalla de bronce en el Campeonato Panamericano de Taekwondo de 2014, en la categoría de –63 kg.

## Palmarés internacional
| Campeonato Panamericano | Campeonato Panamericano | Campeonato Panamericano | Campeonato Panamericano |
| Año                     | Lugar                   | Medalla                 | Categoría               |
| ----------------------- | ----------------------- | ----------------------- | ----------------------- |
| 2014                    | Aguascalientes (México) | Medalla de bronce       | –63 kg                  |